# Baronie Rosendal

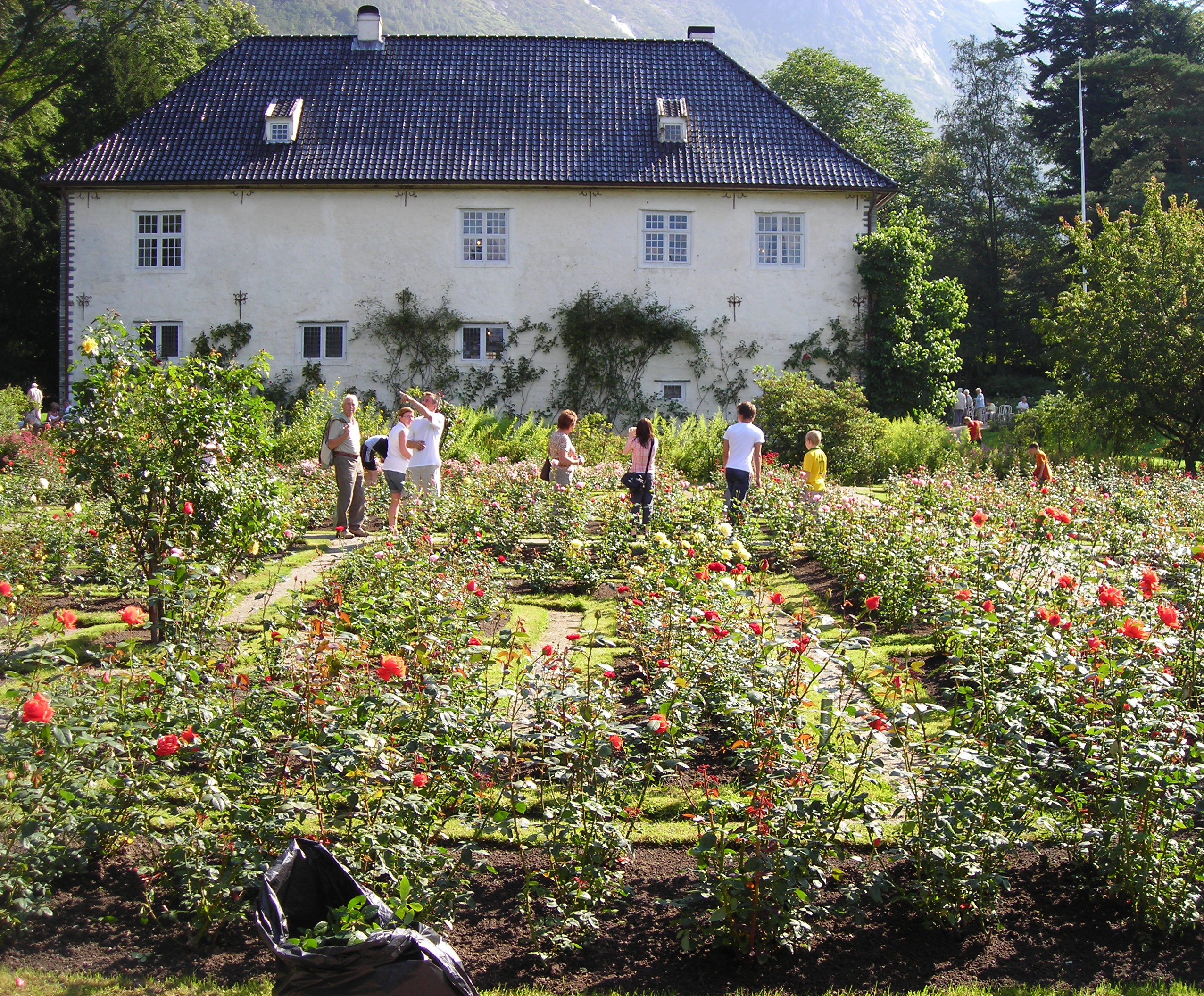
Huis Rosendal met rozentuin

Baronie Rosendal is een historisch landgoed en kasteel in Kvinnherad in Hordaland, Noorwegen.

## Geschiedenis
De geschiedenis van Rosendal gaat terug tot de jaren 1650-1659, toen de edelman Ludvig Holgersen Rosenkrantz (1628-1685) naar Bergen kwam als gouverneur van oorlog voor de Deense koning Frederik III. Bij een bal in het Bergenhus ontmoette hij Karen Axelsdatter Mowatt (1630-1675), de enige erfgename van een groot fortuin en landerijen in het land. Haar vader was een groot landeigenaar en had meer dan 550 boerderijen in zijn bezit, alle gesitueerd in het Westen van Noorwegen. Ze trouwden in 1658 en kregen de boerderij van Hatteberg in Rosendal als huwelijksgeschenk.
In 1661 startte Ludwig Rosenkrantz met de bouw van zijn eigen landhuis in Rosendal. Hij voltooide dit in 1665. In 1678 vergaf koning Christiaan V van Denemarken het landgoed de status van baronie, de enige in haar soort in Noorwegen. Rond 1850 werd een grote romantische tuin voltooid rondom het landkasteel.
De bewoners van Rosendal waren vaak belangrijke mensen binnen het Noorse culturele leven. Auteurs als Henrik Ibsen, Jonas Lie en Alexander Kielland en landschapschilders Hans Gude en Anders Askevold bezochten regelmatig het landgoed. De Noorse zangeres AURORA heeft haar album The Gods We Can Touch, uitgebracht in 2022, opgenomen in het kasteel.

## Museum
Het landgoed bleef privébezit tot 1927, toen de laatste eigenaar het schonk aan de Universiteit van Oslo. Het kasteel wordt nu beheerd als het 'Baroniet Rosendal Museum'. Het museum biedt waardevolle informatie over een belangrijke periode in de geschiedenis van Noorwegen.
Een rondleiding door het landkasteel brengt je door periodes vanaf 1665 tot 1930. De tuin wordt vaak genoemd als een van de mooiste Victoriaanse tuinen binnen Noorwegen. Als onderdeel van de flora en fauna zijn er tussen juni en november circa 2000 rozen in bloei te bewonderen.